# A kutya és a farkas
A kutya és a farkas (eredeti cím: Жил-был пёс, magyaros átírással Zsil-bil pjosz) 1982-ben bemutatott szovjet rajzfilm, amelyet Eduard Nazarov írt és rendezett.
A Szovjetunióban 1982-ben mutatták be a mozikban, Magyarországon 1984. november 22-én az MTV1-en vetítették le a televízióban.

## Szereplők
| Szereplő | Eredeti hang        | Magyar hang      |
| -------- | ------------------- | ---------------- |
| Mesélő   | Eduard Nazarov      | Pármai Éva       |
| Kutya    | Georgij Burkov      | Velenczey István |
| Farkas   | Armen Dzsigarhanyan | Peczkay Endre    |